# 吉村鉄之助

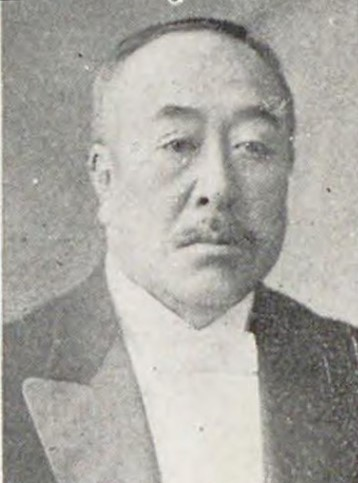
吉村鉄之助

吉村 鉄之助（よしむら てつのすけ、1858年9月7日〈安政5年8月1日〉 - 1937年〈昭和12年〉8月28日）は、日本の政治家、実業家。

## 来歴・人物
安政5年（1858年）近江国大津で誕生。
同志社で学ぶ。
吉村商会、江若鉄道、東洋無線電信電話（後に東洋無線電信電話株式会社と明昭電気株式会社は合併、東洋通信機株式会社〈現・宮崎エプソン〉となった）の社長を務めた。
1917年（大正6年）第13回衆議院議員総選挙に初当選（衆議院の当選回数2回）。
1937年（昭和12年）8月28日死去。享年80。墓所は青山霊園。